# 艾斯化工厂
艾斯化工厂（英語：Ace Chemicals），或稱王牌化工厂。是一个出现在美国DC漫画出版的漫画书中的虚构的公司，通常与超级英雄蝙蝠侠的故事有关。
小丑在艾斯化工厂跌入了一个装满化学废料的池中，创造他标志性的绿色头发、白皮肤的粉笔、红色的嘴唇。

## 虚构历史
艾斯化工厂是一家建立在高譚市的化學工廠，與瑪莎·韋恩的父母所擁有的凯恩化学公司有关联，后来被卖给了埃佩克斯化学公司（Apex Chemicals），后来又变成了艾斯化工厂。
艾斯化工厂首次出现在《侦探漫画》#168（1951年2月）中，这个工厂被红帽帮伙策划了一场抢劫，当蝙蝠侠得知这个团伙的计划后在艾斯化工厂拦截他们。蝙蝠侠与紅帽帮的头目红头罩对峙，红头罩在打斗中被扔进了一大桶化学品中。
红头罩雖然僥倖生存下来，但由于接触了有毒的化学物质，他因此长出了绿色的头发、苍白的皮肤和血红色的嘴唇。红头罩的畸形使他遭受了致命的精神崩溃而变成了高譚市的犯罪領主兼蝙蝠俠的最大死敵小丑。多年来，小丑曾經数次造访艾斯化工厂，有时候甚至把它用作临时的藏身之处。
在随后的几十年里，对这一事件进行了各种不同演绎。在《红帽之谜》和《致命玩笑》（1988年3月）中，红头罩在试图逃离蝙蝠侠时故意潜入水桶；其他的版本中，例如1989年电影《蝙蝠侠》，蝙蝠侠不小心让黑幫成員杰克·納皮尔掉进了裝滿化學品的水缸里使他變成小丑，而在2016年電影《自杀小队》中，小丑让哈利·奎因跳入水箱后自己亦跳入将她救起。

## 其他媒体

### 电视

#### 动画
- 艾斯化工厂出现在《蝙蝠侠:动画系列》。艾斯化工厂运营了几家在高谭市的公司，包括艾斯化工厂和艾斯废物处置厂。事故的高谭市化工厂创造了小丑，七年后的一天，也催生了爬行者。
- 艾斯化工厂首次出现在“蝙蝠侠的边界”。这还是创造小丑的地方，但是在一个平行宇宙的地球,也被称为艾斯化工厂，恶棍夜枭把使用化工厂作为藏身之处的红头罩（这个宇宙中的小丑）的英雄扔入化学品桶中，这次事故也改变了小丑的外形，但保持其理智。

#### 真人
- 艾斯化工厂出现在《哥谭》第二季的「死人不觉冷」中。这是一家属于韦恩企业的化工厂，也是维克多·弗里斯获得超冷液氦的两个地方之一。
- 艾斯化工厂曾在《闪电侠》第二季「回到正常生活」中出现过。巴里和他的队伍在一个仓库里与格里芬·格雷交战。
- 在《无能为力》的第三集中，韦恩安保团队研发了一种方法来防止人们跌落化学药品的缸里，可以防止人们落入化学废物桶（这个问题大约每三个月就会创造一个异装恶棍）。但由于韦恩安全公司CEO的无能，艾斯化工厂的CEO决定转而求助于莱克斯集团。

### 电影

#### 动画電影
- 艾斯化工厂出现在《蝙蝠俠：紅頭罩之下》的闪回中。蝙蝠侠在艾斯化工厂追逐红头罩;就是在这里红头罩转换成小丑。

#### 真人電影

##### 蒂姆·伯顿的蝙蝠侠
- 1989年的《蝙蝠侠》中出现了艾斯化工厂，但名字改为艾西斯化工厂（Axis Chemicals）。黑帮老大卡尔·葛瑞森命令他的得力助手杰克·纳皮尔去袭击艾西斯化工厂以消除与葛瑞森的犯罪帝国有关的证据。格里森秘密放出消息让纳皮尔被逮捕，作为纳皮尔与他的情妇艾丽西亚偷情的惩罚。在抢劫案中，纳皮尔遇上了蝙蝠侠，蝙蝠侠不小心把他扔进了一个装满化学品的大桶里，把他变成了小丑。在工厂被蝙蝠侠炸毁之前，小丑利用工厂制造了他的小丑笑气。

##### DC擴展宇宙
- 在《蝙蝠俠對超人：正義曙光》中，艾斯化工厂没有被提及，但可以在超人、神奇女侠和蝙蝠侠与毁灭日大战期间的背景环境中看到。它也出现在电影和土耳其航空联动的广告中。[1]
- 艾斯化工厂出现在2016年电影《自殺突擊隊》的场景中。[2]
- 艾斯化工厂短暂地出现在2017年电影《正义联盟》中。《自杀小队》中出现的设施和标志在戴安娜·普林斯第一次遇见巴里·艾伦的场景中再次出现。这个场景也出现在电影的最终“英雄”预告片中。

### 游戏
- 艾斯化工厂在《蝙蝠侠：电子游戏》中出现，采用89版电影的命名为艾克西丝化工厂。
- 艾斯化工厂是出现在游戏《蝙蝠俠：辛特組的復活》中。
- 艾斯化工厂质出现在《DC 宇宙 Online》的高谭市的奥蒂斯堡区。红色龙卷风T.O.莫罗用艾斯化工厂作为他的藏身之处，同时他制作了各种各样的创意和实验，原本是为小丑准备的，直到莫罗背叛了小丑，并开始用他的发明创造他自己的变种人军团。

#### 乐高蝙蝠侠
- 艾斯化工厂出现在《樂高蝙蝠俠2：DC超級英雄》。
- 艾斯化工厂在《樂高蝙蝠俠3：飛越高譚市》“小哥谭镇大麻烦”中出现。

#### 蝙蝠侠:阿卡姆
- 艾斯化工厂办公大楼（不是工厂本身）出现在《蝙蝠侠：阿卡姆之城》中，它是阿卡姆城建成时围墙内的许多建筑之一，在其屋顶布鲁斯·韦恩在游戏开始时由蝙蝠飞机空降他的蝙蝠装。
- 艾斯化工厂出现在《蝙蝠侠：阿卡姆起源》，当小丑与哈琳·奎泽尔博士交谈时，可以以闪回看到小丑以红头罩的身份穿过化学工厂。
- 艾斯化工厂出现在《蝙蝠俠：阿卡漢騎士》。在阿卡姆骑士的民兵的帮助下，稻草人接管了这座建筑，以大量生产他的恐惧毒素。在得知他的位置后，蝙蝠侠前往该设施抓捕他并解救被劫持的工人，这是他第一次与阿卡姆骑士面对面。蝙蝠侠设法营救幸存的工人，最终与稻草人对峙；然而，这个恶棍让他心烦意乱，他知道芭芭拉·戈登的行踪，威胁到她的生命，而且他在艾斯化工厂中生产了足够的恐惧毒素，足以覆盖整个东海岸。利用蝙蝠侠的犹豫，稻草人把他锁在控制室逃跑，离开大楼去引爆。蝙蝠侠设法用中和剂减少恐惧毒素云的半径，并在设施被摧毁之前逃离，但在此过程中暴露于高浓度的恐惧毒素。

## 引用
1. ↑  .   [2018-06-12]. （原始内容存档于2016-02-11）.